# Béhencourt
Béhencourt ist eine französische Gemeinde mit 306 Einwohnern (Stand 1. Januar 2022) im Département Somme in der Region Hauts-de-France; sie gehört zum Arrondissement Amiens und zum Kanton Corbie.

## Bevölkerungsentwicklung

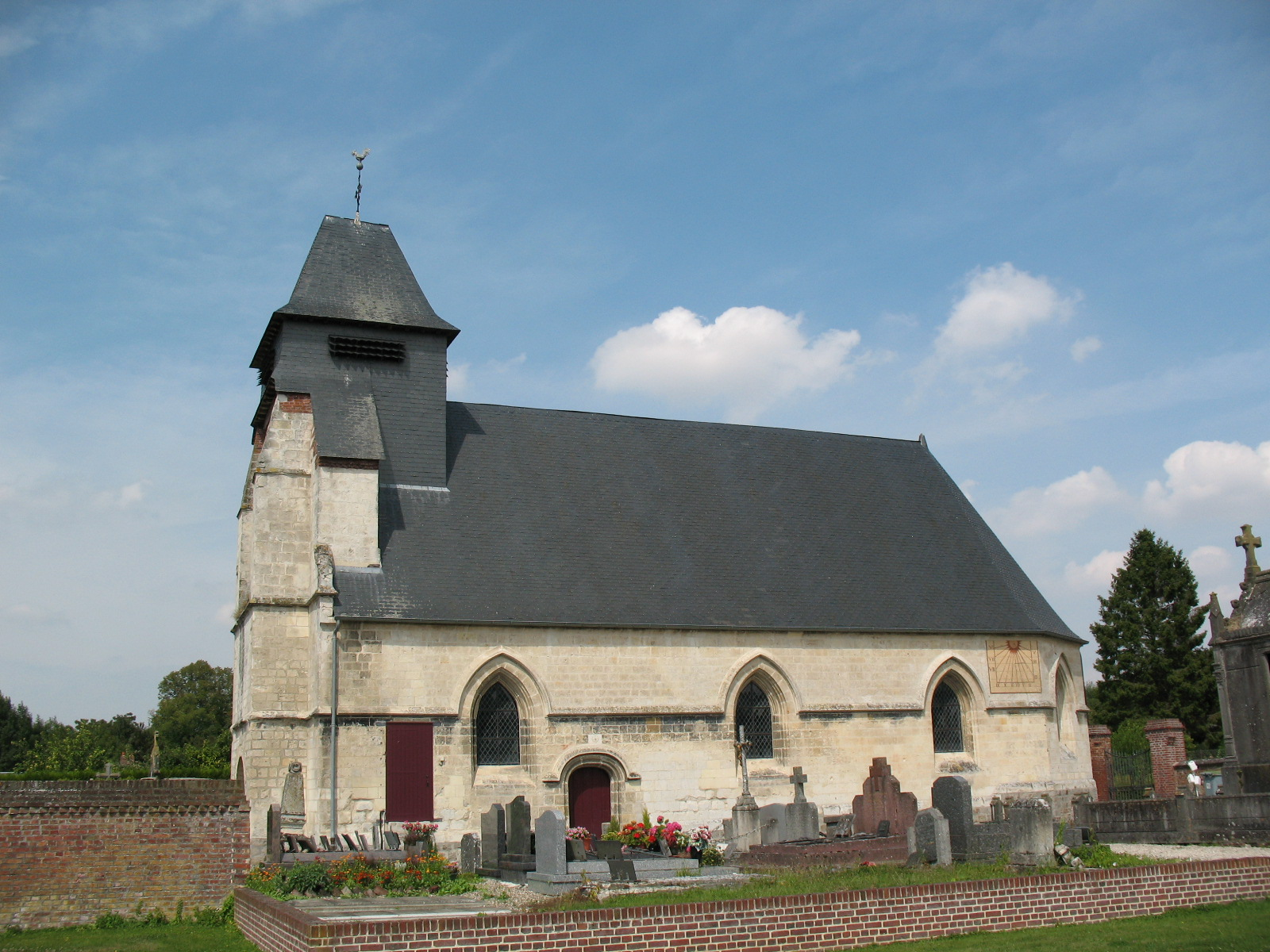
Kirche St. Martin

- 1962: 218
- 1968: 221
- 1975: 219
- 1982: 233
- 1990: 313
- 1999: 353
- 2012: 348